# Economia circular

Esquema visual de l'economia lineal en oposició a l'economia circular

L'economia circular és un model, sistema o estratègia econòmica que crea valor i, en definitiva, prosperitat, allargant la vida útil dels productes i traslladant els residus del final de la cadena de producció al principi. Així doncs, com que els recursos es fan servir més d'una vegada, s'utilitzen de manera més eficient.
Els sistemes circulars es focalitzen en el cicle dels recursos i es basen en els dissenys de llarga durada, el manteniment, la reparació, la reutilització, el reciclatge i la renovació dels materials i productes existents (així com amb la possibilitat de compartir-los), per minimitzar els recursos utilitzats i la fabricació de residus, la pol·lució i les emissions de diòxid de carboni. Es tracta d'un acostament regeneratiu que contrasta amb l'economia lineal, en què el model de producció se centra en: "extreure, produir, utilitzar i llençar".

## Sostenibilitat
En un primer moment, semblaria que l'economia circular és més sostenible que el sistema econòmic lineal actual. Reduir tant els recursos utilitzats com els residus i les pèrdues resultants fa que es conservin els recursos i ajuda a reduir la pol·lució mediambiental. Malgrat això, alguns argumenten que aquestes suposicions són simplistes, pel fet que no tenen en compte la complexitat dels sistemes existents ni les seves compensacions potencials. Per exemple, sembla que en moltes publicacions d'economia circular només s'aborda de manera marginal la dimensió social de la sostenibilitat. Hi ha casos que podrien requerir estratègies diferents o addicionals, com adquirir equipaments nous o més eficients energèticament. Un equip d'investigadors de les universitats de Cambridge i TU Delft ha demostrat, després d'analitzar el que s'havia escrit sobre el tema que, com a mínim, hi ha vuit tipus de relació diferent entre sostenibilitat i l'economia circular.

## Aparició de la idea
En el seu informe d'investigació a la Comissió Europea de 1976, The Potential for Substituting Manpower for Energy ("El potencial de substituir la mà d'obra per energia"), Walter Stahel i Genevieve Reday van esbossar la visió d'una economia en cicles (o economia circular) i el seu impacte en la creació de feina, la competitivitat econòmica, l'estalvi de recursos, i la prevenció de residus. L'informe es va publicar el 1981 com el llibre Jobs for Tomorrow: The Potential for Substituting Manpower for Energy.
Considerat com un del primers laboratoris d'idees pragmàtics i creïbles de la sostenibilitat, els objectius principals de l'institut de Stahel són: estendre la vida útil dels productes, fer que els béns durin més, reutilitzar béns existents i, finalment, evitar els residus. Aquest model posa en relleu la importància de vendre serveis més que productes, idea que actualment s'inclou de manera més general en el concepte "economia del rendiment".

## Cap a l'economia circular
El 2013 es va publicar l'informe Towards the Circular Economy: Economic and Business Rationale for an Accelerated Transition ("Cap a l'economia circular: fonaments econòmics i empresarials per a una transició accelerada"). L'informe, encarregat per la Fundació Ellen MacArthur i desenvolupat per McKinsey & Company, ha estat el primer de tenir en compte les oportunitats econòmiques i empresarials que ofereix anar cap a un model circular i restauratiu. En resum, l'informe argumenta que un subconjunt del sector manufacturer de la UE podria, cap al 2025, arribar a estalviar anualment fins a 570 mil milions d'euros en cost de material net si estimulés l'activitat econòmica en les àrees de: desenvolupament del producte, reelaboració i renovació. Towards the Circular Economy també identifica els elements clau a l'hora de fer la transició a una economia circular, és a dir: nous models de negoci, coneixements de disseny i producció circulars, coneixements sobre la creació d'aprofitament en cascada i la creació de cicles inversos, i col·laboració intercíclica i intersectorial.
A Alemanya i el Japó la interpretació de l'economia circular es basa en la gestió dels residus a través de les 3R. La idea subjacent és que l'actual flux lineal dels materials (recursos-producte-residus) necessita ser transformat en un flux circular (recurs-producte-recursos reciclats). L'economia circular va ser aprovada pel govern xinès en l'11è pla de cinc anys com a model de desenvolupament per a la Xina.

### Plataforma per Accelerar l'Economia Circular
El 2018, el Fòrum Econòmic Mundial, el World Resources Institute, Philips, l'Ellen MacArthur Foundation, el Programa de les Nacions Unides per al Medi Ambient, i més de 40 altres socis més van fundar la Plataforma per Accelerar l'Economia Circular (PACE, per les serves sigles en anglès). La PACE té tres àmbits d'aplicació: (1) desenvolupar models de finançament mixt per projectes d'economia circular, especialment en economies emergents i en desenvolupament; (2) crear marcs normatius per abordar les barreres que obstaculitzen l'avenç de l'economia circular; i (3) promoure la col·laboració publicoprivada amb aquests objectius.

## Conceptes relacionats

### Biomimètica
La Janine Benyus, autora de Biomimicry: Innovation Inspired by Nature va definir la biomimètica com a "disciplina que estudia les millors idees de la naturalesa i llavors imita aquests dissenys i processos per solucionar problemes humans. N'és un exemple estudiar una fulla per inventar una cel·la fotovoltaica.".

### Economia blava
Iniciada per l'ex CEO d'Ecover i emprenedor belga Gunter Pauli, i partint dels processos productius de la biologia, el seu manifest oficial declara que "utilitzant els recursos disponibles, el residu d'un producte es converteix en l'aportació per crear un nou flux de caixa".

### Dissenycradle to cradle[a]
Creat per Walter R. Stahel, planteja l'adopció per part de la indústria d'estratègies com ara reutilitzar i allargar la vida o el servei dels béns per evitar que es produeixin residus i alhora crear feina i guanyar en eficiència de recursos. Tot això permetria desacoblar la riquesa del consum de recursos.

### Ecologia industrial
L'ecologia industrial és l'estudi dels cicles de les matèries i l'energia en els sistemes industrials. El seu objectiu és crear sistemes de cicle tancat en què els residus es vegin com una aportació, i així se n'elimini la noció de subproducte indesitjable.

### Recuperació de recursos
A través de la recuperació de recursos, els residus s'utilitzen com a matèria d'entrada per crear productes de valor de sortida. L'objectiu és reduir la quantitat de deixalles generades i, per tant, extreure el màxim valor dels residus i també reduir la necessitat d'espais com a abocadors.

### Pensament sistèmic
L'habilitat d'entendre com les coses s'influencien les unes a les altres dins un tot. Es considera que els elements «encaixen» en la seva infrastructura, el seu entorn i el seu context social.

### Les regles de la biosfera
«Les regles de la biosfera» és un marc per implementar processos productius tancats. Els cinc principis són: garreperia de materials; reciclatge de valor afegit; autonomia energètica; plataformes de producte sostenibles; i funcionament per sobre de forma.